# Mark McGwire
Mark McGwire (født 1. oktober 1963 i Pomona, Californien, USA) er en amerikansk baseballspiller, som var aktiv fra 1986 til 2001. 
McGwire, som defensivt spillede første base, er mest kendt for at være sin generations måske mest frygtindgydende home run-hitter, og da han sluttede sin karriere, toppede han listen over spillere med færrest at-bats pr. home run foran legendariske Babe Ruth (se baseballstatistikker).

## Livshistorie

### Hos Oakland Athletics
McGwire startede sin karriere hos Oakland Athletics og allerede i sin rookie-sæson i 1987 gav han masser af prøver på sit specielle talent, da han satte rekord for flest home runs af en rookie med 49 og naturligvis blev valgt som Rookie of the Year dét år. 
I Oakland spillede McGwire bl.a. sammen med en anden berømt home run-hitter, José Canseco. Sammen gik de to under navnet "The Bash Brothers" og var med til at vinde World Series i 1989 med sejr over naboerne fra San Francisco Giants. Netop Canseco skulle senere få voldsom negativ indflydelse på McGwire's eftermæle.

### Skiftet til St. Louis
I 1997 gik McGwire ind i sit sidste år af sin daværende kontrakt med Oakland. Og da Oakland er kendt for ikke at være i besiddelse af de samme økonomiske midler som storholdene Boston Red Sox og New York Yankees, valgte ledelsen at skille sig af med McGwire. Løsningen blev en handel med St. Louis Cardinals, som sendte tre pitchere til Oakland. De fleste eksperter regnede med, at McGwire kun ville spille sæsonen til ende i St. Louis og skrive en ny kontrakt med et af holdene fra hans hjemstat, Californien. Imidlertid overgav Big Mac sig helt til Cardinal-fansene, som generelt anses for at være blandt de bedste i MLB, og han skrev en tre-årig kontrakt med Cardinals til en værdi af 28,5 millioner $.

### Home run-feber
I 1998 konkurrerede McGwire med Chicago Cubs-spilleren Sammy Sosa om at slå den hidtidige home run-rekord for en enkelt sæson på 61, som Roger Maris havde præsteret helt tilbage i 1961. McGwire endte som vinder af duellen med hele 70 home runs (Sosa slog 66).
Rekorden skulle dog kun få lov at stå i tre år, før Barry Bonds forbedrede den.

## Dopingkontroverser
I 1998 indrømmede McGwire, at han brugte det muskelopbyggende stof androstenedion, der imidlertid ikke var ulovligt på det tidspunkt. Mange har spekuleret på, om McGwire også brugte steroider. Denne mistanke blev underbygget af McGwires tidligere holdkammerat José Canseco, der i 2005 udgav en bog, hvori han angav bl.a. McGwire og sig selv som dopingsmisbrugere.
McGwire har mulighed for at blive stemt ind i Baseball Hall of Fame i 2007. Selvom hans statistikker utvivlsomt hører hjemme blandt de bedste, har mange af de stemmeberettigede sportsjournalister påpeget, at de måske ikke vil stemme på McGwire pga. steroidemistankerne.